# Jorge Isaac Airport
Jorge Isaac Airport är en flygplats i Colombia.   Den ligger i departementet La Guajira, i den norra delen av landet, 800 km norr om huvudstaden Bogotá. Jorge Isaac Airport ligger 84 meter över havet.
Terrängen runt Jorge Isaac Airport är platt åt nordväst, men åt sydost är den kuperad. Runt Jorge Isaac Airport är det ganska tätbefolkat, med 70 invånare per kvadratkilometer. Närmaste större samhälle är Albania, 13,7 km sydväst om Jorge Isaac Airport. Omgivningarna runt Jorge Isaac Airport är huvudsakligen savann.